# Taladrado profundo
El taladrado profundo es un proceso de fabricación utilizado para hacer hoyos relativamente profundos, ya sean estos abiertos o cerrados. En este proceso el diámetro del hoyo se crea siguiendo el eje lineal o sea en forma axisimétrica.
Comúnmente es un método de manufactura para producir ejes o cilindros huecos, así como un tubo, o un capilar grande o cavidad tubular, donde se procura que el diámetro del hoyo sea constante. Por ejemplo, en un objeto cilíndrico donde el agujero ha de seguir la línea central o sea el eje de rotación, se busca que el grosor de la pared sea constante, y además, se espera un buen acabado en el diámetro interno recién hecho.
Por otro lado, el perforado profundo se puede llevar a cabo en partes que no son cilíndricas, pero esto muy probablemente requerirá una forma especial para acomodar y sujetar la parte a fin de darle soporte y facilitar el procedimiento.

## Antecedentes históricos
Los métodos modernos de taladrado profundo se desarrollaron a finales del siglo XIX y durante todo el siglo XX para responder a las necesidades de la industria armamentística.
En la década de 1870, tras la invención de la pólvora sin humo por un químico francés (que aumentaba la potencia más de seis veces en relación con la pólvora negra) fue necesario fabricar cañones de fusil mucho más resistentes. Hasta entonces se producían mediante técnicas de forjado. Tiras de acero en caliente se enroscaban en un vástago con diámetro igual al calibre. Mediante el martilleo se soldaban las junturas y el diámetro interior resultaba muy preciso. Luego se producían las muescas por brochado. Con este método la pólvora sin humo reventaba los cañones a los pocos disparos. Los ingenieros decidieron fabricar los cañones taladrando barras macizas.
El primer desarrollo fue la Broca Cañón. A finales de 1800 comenzaron a producirse las primeras armas con este sistema.Fueron famosos los fusiles Mauser fabricados en Alemania y los Springfield en Inglaterra y USA. Durante la Segunda Guerra Mundial hubo la necesidad de aumentar la producción drásticamente de buques de guerra y submarinos. Para fabricar tubos de cañón naval, periscopios de submarino y ejes de propulsión se desarrolló el sistema STS (Single Tube System).El sistema permitía trabajar cuatro veces más rápidamente. En los años 1950 se patentó el sistema Ejector (Sandvik Coromant). A diferencia de STS que requería máquinas especiales, el sistema ejector se pensó para ser adaptado a máquinas-herramientas convencionales. Constaba de dos tubos, uno interior y otro exterior. Como en STS la viruta con la taladrina se evacuaba por el tubo interior dando además de mayor rapidez que la broca cañón mejor precisión.

## Diferencia entre taladrado convencional y taladrado profundo
La más práctica y principal diferencia entre el taladrado y el taladrado profundo, es como su nombre lo indica, el alcance y profundidad del orificio que se ha de producir. Las máquinas taladradoras para el taladrado profundo, también conocido coloquialmente como taladrado de rifle (para cañón rayado de las armas de fuego, a diferencia del cañón de las escopetas que en su inmensa mayoría es liso y no se fabrica mediante taladrado, sino por forjado), normalmente operan en forma horizontal.

## La broca

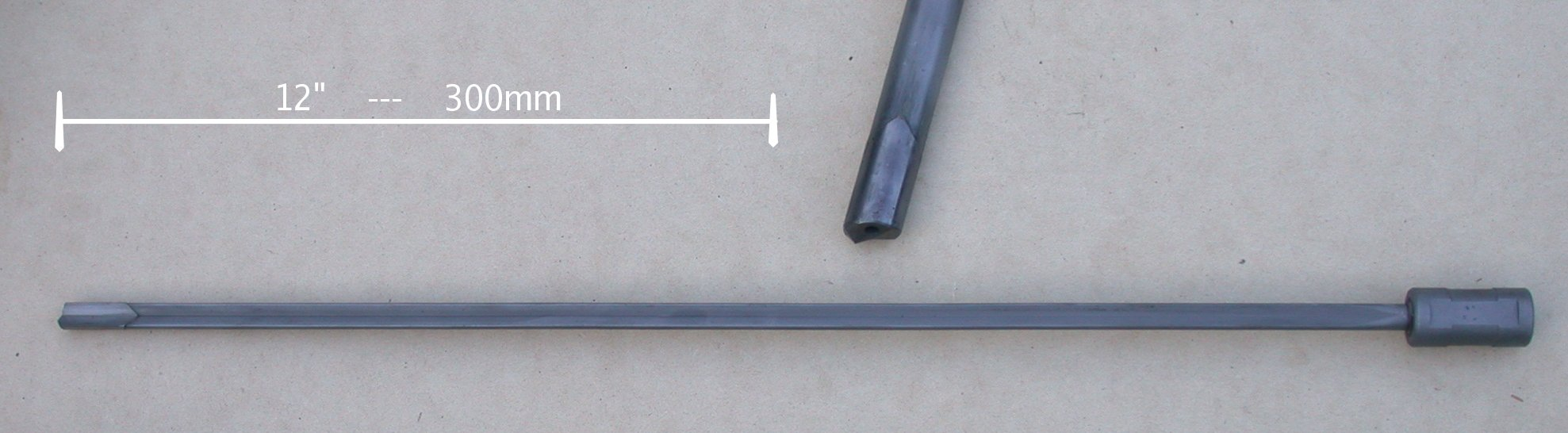
Broca de un pie de largo.

La broca de perforación profunda difiere de otras brocas desde su aspecto de construcción hasta detalles en su geometría. Tres componentes principales en la broca de taladrado profundo son: su punta, su cuerpo y su mango. Se observa, por ejemplo, el material de corte y los ángulos en la punta de la broca, la flauta de relieve en el cuerpo y que este esté derecho, y el diámetro y longitud del mango.

## Regulares y no regulares
El tamaño del hoyo, la distancia total de desplazamiento fuera de la línea axial, y la rugosidad en el acabado del hoyo son preocupaciones primordiales y constantes durante este proceso de mecanizado.
Diversos factores se necesitan evaluar antes de iniciar el proceso de mecanizado. Estos incluyen, pero no se limitan a: las velocidades de rotación y desplazamiento, los diámetros y profundidades, materiales, el calor (transferencia térmica) y agentes de enfriamiento, presiones y flujos, rotación y contrarrotación; pues todos estos afectan el transcurso de acción y son importantes para el cumplimiento exitoso del proceso. Consecuentemente, un hoyo ya acabado es el resultado de las influencias de todas las constantes y variables involucradas.

## Materiales a ser trabajados
Entre los materiales que exitosamente pueden llegar a ser taladrados en forma profunda están los metales ferrosos y los no ferrosos, metales de transición y plásticos; las propiedades particulares del material se deben de tomar en consideración antes de perforar, puesto que las condiciones de mecanizado, tales como la superficie en pies por minuto (SFM) se necesitan ajustar de acuerdo.
Breve lista de materiales

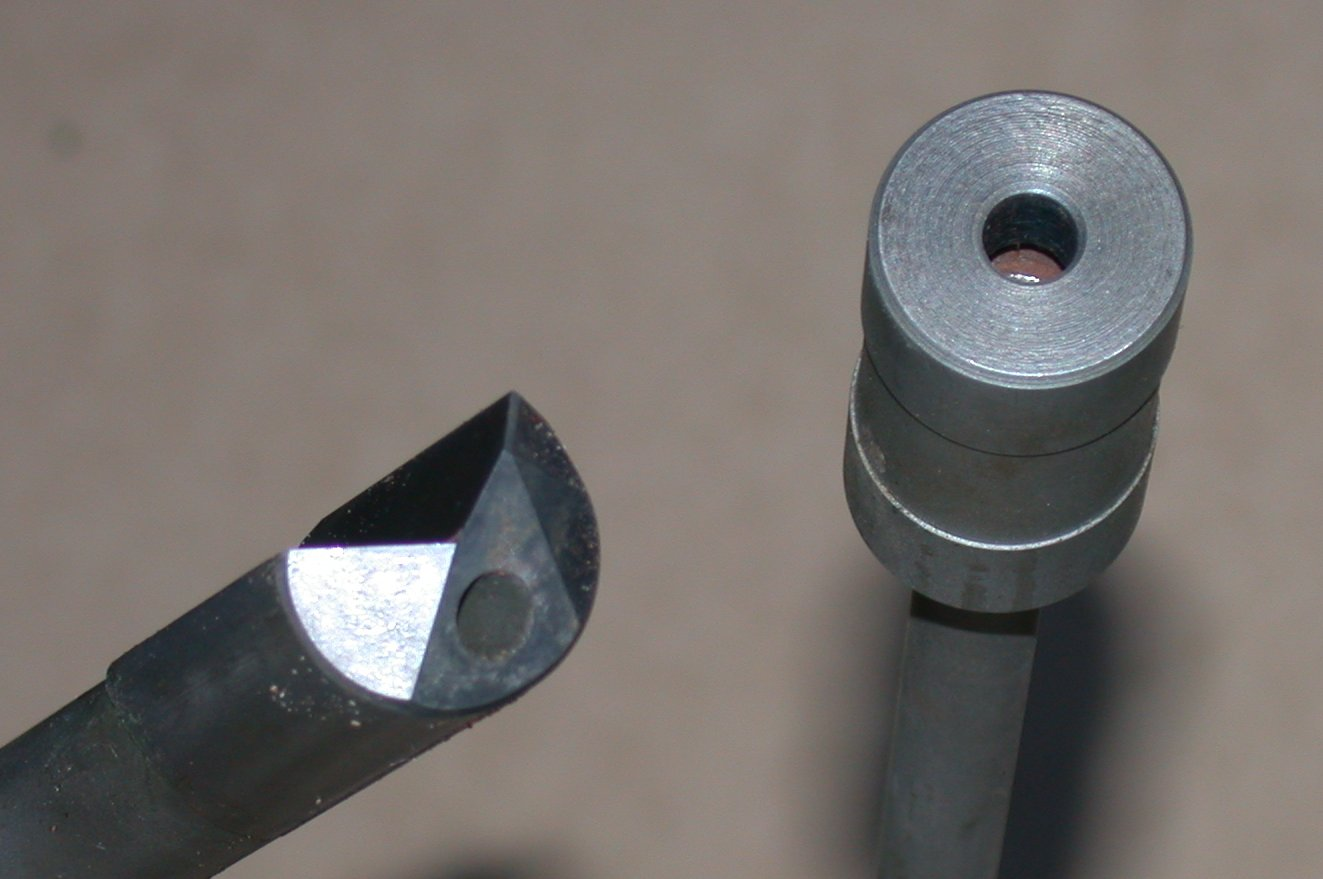
Punta y mango de una broca. Nótese el agujero para el flujo de la solución enfriadora.

Metales ferrosos: Acero de diversos grados y composiciones.
- Aceros inoxidables: 17-4, 455
- Acero enfriado en aceite: O-1

Metales no ferrosos: Aluminio de diversos grados y composiciones.
- 6061

Metales de transición:
- Titanio.

Materiales sintéticos:
- Plástico.

Una práctica, pero tentativa, correlación de tamaños entre el diámetro y la profundidad de corte puede ser lo siguiente:
Desde un diámetro de (1/32”) hasta una profundidad de (1 ½”)
a un diámetro de ¾” por una profundidad de 36”